# Sant Pere Màrtir (Solsona)
Sant Pere Màrtir és una ermita situada al parc de la Mare de la Font, al costat de la carretera C-26 i sobre la confluència de la rasa de Masnou amb el barranc de Pallarès. Forma part de l'Inventari del Patrimoni Arquitectònic Català de la ciutat de Solsona (Solsonès).

## Descripció

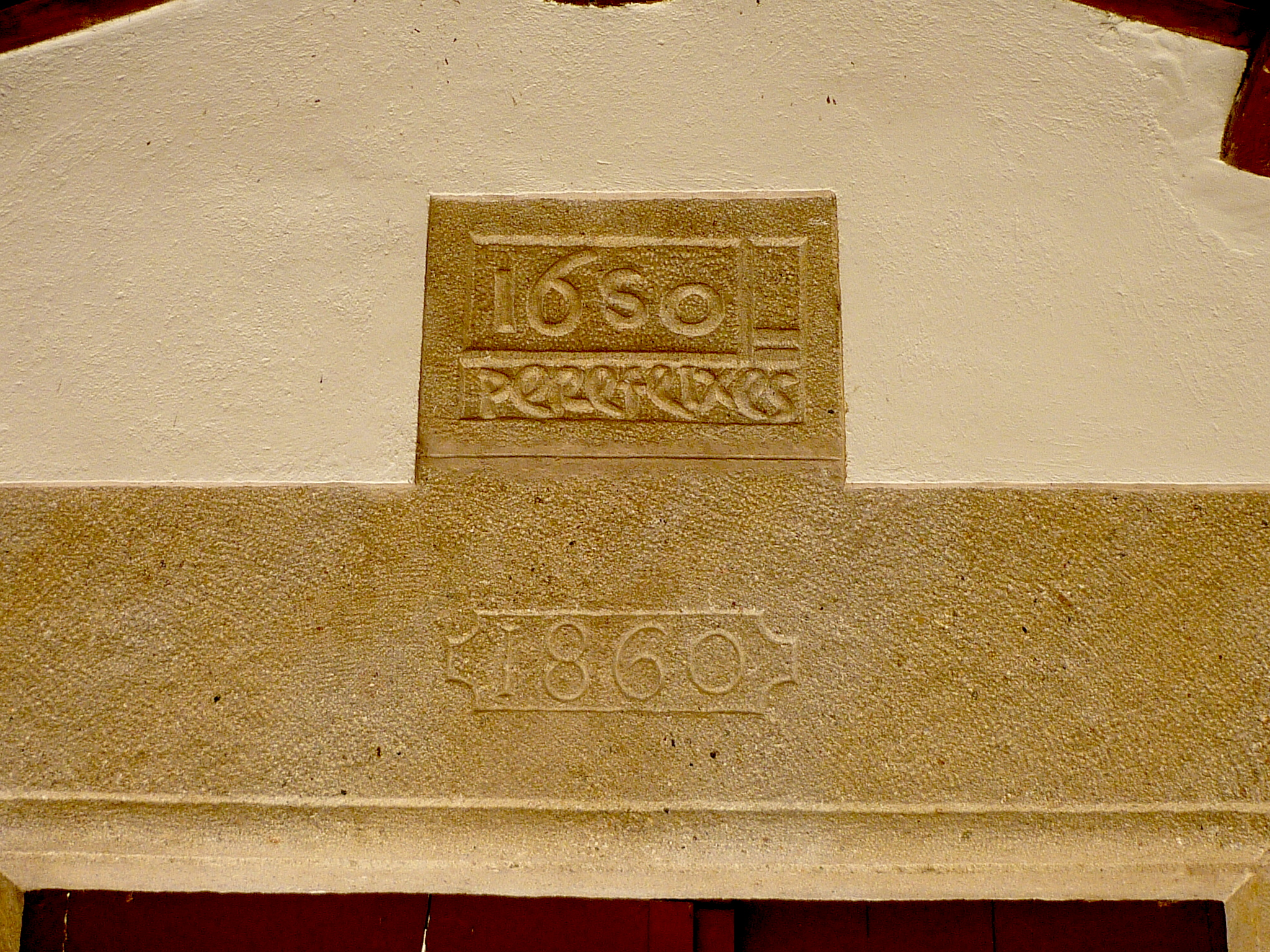
Llinda de la porta d'entrada

Petita capella, d'estil neoclàssic rural, orientada nord-sud. Planta rectangular i teulada a dos vessants. És d'una sola nau i sense absis. Porta rectangular, amb llinda de pedra, a la cara est. L'interior és arrebossat. Construcció: parament de carreus irregulars.

## Notícies històriques
L'ermita de Sant Pere Màrtir, dona nom a una de les quatre partides del vinyet, zona immediata a Solsona, anomenada així per haver estat destinada al conreu de la vinya fins a finals del segle passat.